# داگلاس ای‌سی-۴۷ اسپوکی
داگلاس ای‌سی-۴۷ اسپوکی (به انگلیسی: Douglas AC-47 Spooky) یک هواپیمای ساختِ کارخانهٔ شرکت هواپیماسازی داگلاس در کشور ایالات متحده آمریکا است. نخستین استفاده‌کنندهٔ این هواپیما نیروی هوایی ایالات متحده آمریکا بوده‌است.